# Makrinítsa
Makrinítsa, en grec moderne : Μακρινίτσα, surnommé le balcon du mont Pélion, est un village et un ancien dème, désormais une localité du dème de Vólos, de Thessalie, en  Grèce-Centrale. 
Selon le recensement de 2011, la population de Makrinítsa compte 694 habitants.
Le village est situé au nord-ouest du mont Pélion à 6 km de Vólos.